# Clermont-Pouyguillès
 Clermont-Pouyguillès  (en occitano Claramon Poiet) es una localidad y comuna de Francia, en la región de Mediodía-Pirineos, departamento de Gers, en el distrito y cantón de Mirande.
Su población en el censo de 1999 era de 158 habitantes.
Está integrada en la Communauté de communes Vals et Villages en Astarac.

## Demografía
| 183 | 165 | 144 | 153 | 158 | 158 |
| Para los censos de 1962 a 1999 la población legal corresponde a la población sin duplicidades (Fuente: INSEE [Consultar]) |     |     |     |     |     |

## Hermanamientos
- Sangarrén, España.[3]